# Comune di Skive
Il comune di Skive  (in danese Skive Kommune) è un comune della Danimarca situato nella regione dello Jutland Centrale (Midtjylland). Il capoluogo è la cittadina di Skive.
Il comune è stato riformato in seguito alla riforma amministrativa del 1º gennaio 2007 accorpando i precedenti comuni di Sallingsund, Spøttrup e Sundsøre.
Nel territorio comunale rientra l'isola di Fur che ospita la formazione di Fur, un importante giacimento fossilifero.

## Centri abitati
I centri abitati principali del comune sono:
- Skive (20 166)
- Højslev Stationsby (2 850)
- Glyngøre (1 395)
- Roslev (1 299)